# Holomelina costata
Holomelina costata là một loài bướm đêm thuộc phân họ Arctiinae, họ Erebidae.